# 男堀川
男堀川（おとこほりがわ）は、埼玉県本庄市を流れる利根川水系の一級河川。

## 概要
本庄市児玉町高関付近で女堀川から分水し、浅見丘陵の北側の農地を西から東に向かって流れる。一級河川としての起点は分水点よりやや下流となっている。女堀川は男堀川の北側を平行して流れる。本庄早稲田駅周辺は駅建設のために流路が付け替えられている。整備後は北口駅前広場を東西に流れる。下流部は本庄総合公園の中を流れる。本庄市西五十子と深谷市榛沢との境界付近で小山川に合流する。
水辺再生100プラン事業のひとつとして選定され、男堀川調節池が整備された。

## 周辺
- 早稲田リサーチパーク
- 本庄早稲田駅
- 本庄児玉インターチェンジ
- 本庄市立北泉小学校
- 本庄総合公園

## 橋梁
上流から
- 国道462号
- 乾橋
- 中通橋
- 飯玉東橋 関越自動車道側道
- 男堀川橋（関越自動車道）
- 飯田橋 関越自動車道側道
- 上越新幹線
- はなさき橋
- 夢見橋
- 埼玉県道86号花園本庄線
- 男堀橋（埼玉県道31号本庄寄居線）
- 奥宮橋